# Under a Billion Suns
Under a Billion Suns je album americké grungeové kapely Mudhoney, které bylo vydáno v roce 2006. Bylo nahráno se třemi různými producenty - s Philem Ekem, Johnny Sangsterem a Tuckerem Martinem.

## Seznam skladeb
1. "Where Is The Future" - 5:38
2. "It Is Us" - 3:28
3. "I Saw The Light" - 2:23
4. "Endless Yesterday" - 4:02
5. "Empty Shells" - 2:38
6. "Hard-On For War" - 3:57
7. "A Brief Celebration Of Indifference" - 2:06
8. "Let's Drop In" - 4:40
9. "On The Move" - 4:46
10. "In Search Of..." - 5:02
11. "Blindspots" - 5:37